# 黑胸麻雀

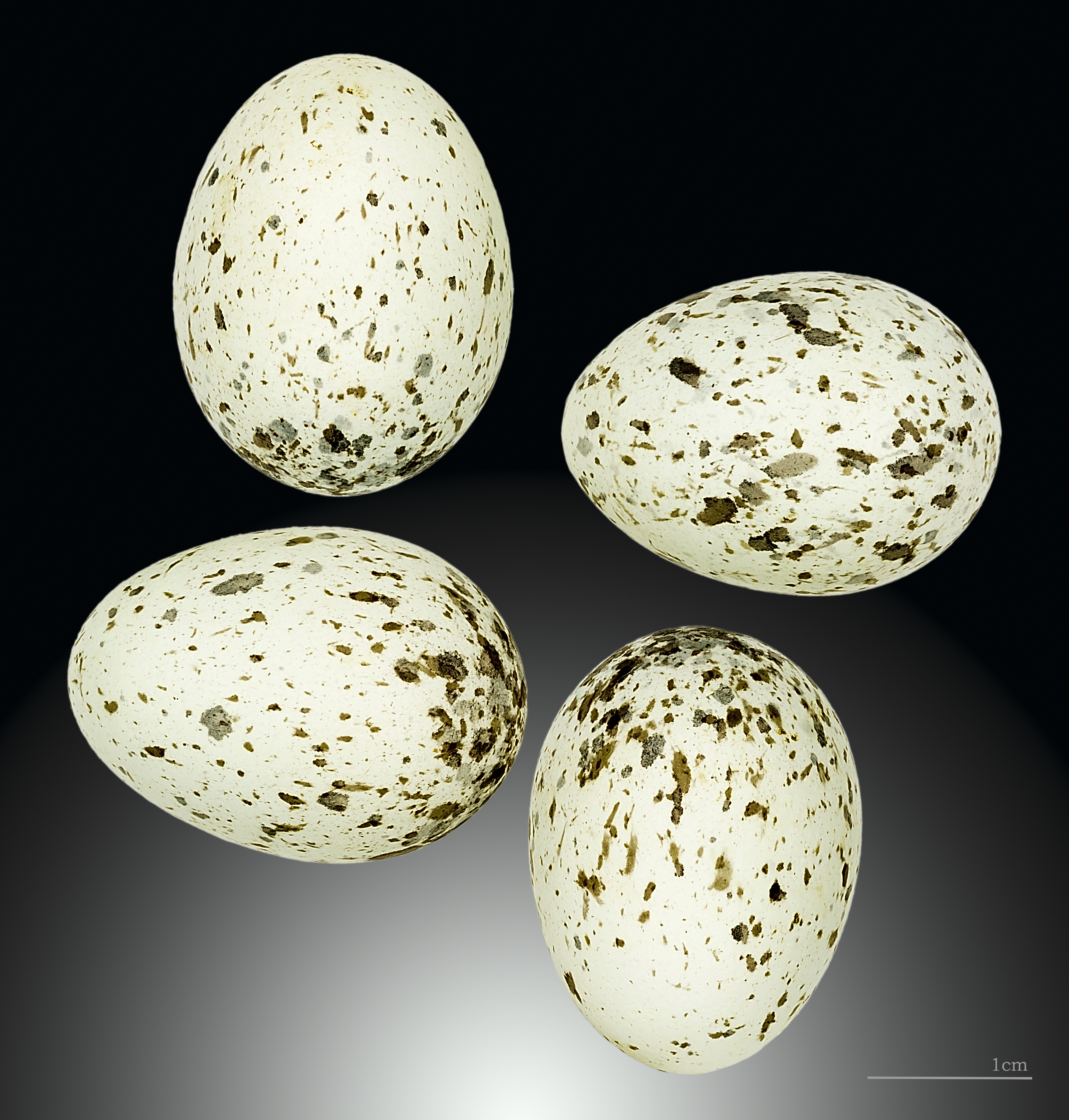
Passer hispaniolensis

黑胸麻雀（学名：Passer hispaniolensis）为雀科麻雀属的鸟类。分布于非洲向东到西欧、西亚、西南亚以及中国大陆的新疆等地，主要生活于多活动于海拔1050-1600m 的村旁、活跃在白杨树及榆树上以及也见于水边的柳树上。该物种的模式产地在西班牙的Gibraltar。

## 亚种
- 黑胸麻雀新疆亚种（学名：Passer hispaniolensis transcaspicus）。分布于俄罗斯、阿富汗、印度、非洲以及中国大陆的新疆等地。该物种的模式产地在前苏联:JelotanandBai-Ram-Ali,Transcapia。[2]